# Ленин (монитор)
«Ле́нин» — монитор российского и советского флота типа «Шквал»; один из восьми мониторов этого типа.

## История корабля
Корабль заложен в 1907 году на Балтийском заводе Санкт-Петербурга как бронированная речная канонерская лодка «Шторм». Корабль частями перевезён на Дальний Восток, где собран и в июне 1909 года в посёлке Кокуй на реке Шилка спущен на воду.
15 августа 1910 года корабль вошёл в состав Амурской речной флотилии. 24 апреля 1922 года «Шторм» был переименован в «Ленин». В 1927—1928 годах был проведён капитальный ремонт, а 6 ноября 1928 года корабль был переклассифицирован в монитор. В октябре-ноябре 1929 года корабль принимал активное участие в Сунгарийской операции Красной Армии (бои за Лахасусу 12.10.1929 и Фугдин 30.10.-2.11.1929) против белокитайцев. В 1935 году монитор был модернизирован.
Начало Советско-японской войны монитор встретил в составе 1-й бригады речных кораблей в протоке Средняя близ устья Сунгари. Корабль принимал участие в боях на реке Сунгари, высаживал и поддерживал огнём десант пехоты в районе селений Тусыкэ, Хунхэдао, городов Фуцзинь и Саньсин.

## Вооружение

### По состоянию на 1944 год
- Артиллерийская установка главного калибра: 4 × 2 120/50, боекомплект: 1600 снарядов и 500 в кранцах
- Артиллерийские установки зенитного калибра ближнего боя: 2 × 1 37 70-К
- Зенитные пулемёты: 5 12,7-мм ДШК
- Боевые прожекторы МПЭ-э7,5.

### По состоянию на август 1945 года
По состоянию на август 1945 года монитор «Ленин» имел четыре спаренные 120/50 башни, две 85-миллиметровые зенитные артиллерийские установки 90-К, два 37-миллиметровых 70-К и шесть 20-миллиметровых автоматов.
Корабль мог принять на борт:
- три танка Т-26;
- 10 76-мм орудий 1927 года (780 кг);
- 15 45-мм орудий (425 кг);
- 5 122-мм гаубиц (1485 кг)
- войск — 350 человек.

Всё по

## Тактико-технические элементы
- Прибор управления стрельбой главного калибра схемы Гейслера, обеспечивающей прицельную наводку орудий.
- Дальномеры: ДМ-3, ДМ-1,5, ДМ-0,7 (открыто расположенные).
- Для противоминной защиты от 13 до 93 шпангоута — второе дно, от 22 до 93 шпангоута — бортовые переборки.
- Главная энергетическая установка — два дизеля 38-КР-8 мощностью 800 л. с. и два 38-В-8 мощностью 685 л. с. Вспомогательный котёл системы Вагнера паропроизводительностью 350 кг/ч.
- Движители: четыре трёхлопастных гребных винта, два электродвигателя реверса гребных валов ГП-58-12 мощностью 126 кВт.
- Запас топлива, т:

нормальный — 90
полный — 100
наибольший — 103
мазут для котла — 22
- Запас воды — 1,5 т
- Время подготовки машин к походу:

нормальное — 12 минут
экстренное — 5 минут
- Источники электроэнергии: два дизель-генератора Д-58-8 мощностью 126 кВт, два дизель-генератора ПТ мощностью 31 кВт; напряжение 110 В постоянного тока.
- Пожарные насосы: два центробежных насоса производительностью 30 т/ч при давлении 18 кг/см².
- Водоотливные средства: 12 водоструйных эжекторов производительностью 80 т/ч при давлении 18 кг/см².
- Плавсредства: катер с мотором ЗИС-5, два шестивёсельных яла.

Всё по

## Дальность плавания
- Против течения со скоростью хода 8,5 узла (15,5 км/ч) — 2700 миль (5000 км);
- Против течения со скоростью хода 7,8 узла (14,5 км/ч) — 4000 миль (7400 км);
- По течению со скоростью хода 13,8 узла (25,6 км/ч) — 4320 миль (8000 км);
- По течению со скоростью хода 13,2 узла (24,5 км/ч) — 6750 миль (12 500 км);

По

## Параметры циркуляции

### При скорости 14 км/ч
| Положение руля | Диаметр, м | Время разворота на 180° | Время разворота на 360° |
| -------------- | ---------- | ----------------------- | ----------------------- |
| 15 градусов    | 370        | 2 минуты                | 4 минуты                |
| 20 градусов    | 278        | 1 мин. 45 сек.          | 3 мин. 30 сек.          |
| 25 градусов    | 222        | 1 мин. 30 сек.          | 3 минуты                |

### При скорости 10 км/ч
| Положение руля | Диаметр, м | Время разворота на 180° | Время разворота на 360° |
| -------------- | ---------- | ----------------------- | ----------------------- |
| 15 градусов    | 370        | 2 мин. 20 сек.          | 4 мин. 20 сек.          |
| 20 градусов    | 277        | 2 минуты                | 4 минуты                |
| 25 градусов    | 222        | 1 мин. 30 сек.          | 3 минуты                |